# Mirassolândia
Mirassolândia is een gemeente in de Braziliaanse deelstaat São Paulo. De gemeente telt 4.396 inwoners (schatting 2009).